# Döstädning
Döstädning je označení pro myšlenku uspořádání vlastních záležitostí před smrtí, tedy jakéhosi „předsmrtného úklidu“, pozůstávajícího zejména z darování nebo vyhození nepotřebných předmětů v domácnosti (například oblečení nebo knih). Idea pochází ze Švédska a je spojena s knihou Margarety Magnussonové Opruimen voor je doodgaat (2017, česky Životní úklid), jež byla záhy přeložena do mnoha jazyků a stala se bestsellerem. Samotné označení vzniklo složením švédských slov dö („zemřít“), a städning („úklid“).

## Podoba a cíle
Döstädning může mít podobu fyzického zbavení se přebytečných předmětů v domácnosti, což může přispět ke zvýšení osobní pohody (zbavení se věcí, které staršímu člověku připomínají nepříjemnou minulost), ale i ulehčení práce pozůstalým. Může mít také příznivý vliv na psychiku – vybavení si příjemných událostí nebo celkové urovnání vlastních myšlenek.
Nápad je někdy přirovnáván k dánskému konceptu spokojeného života hygge a myšlence declutteringu japonské konzultantky Marie Kondo, na rozdíl od které však Magnussonová doporučuje klidné a pozvolné řešení vlastních záležitostí.